# هانز بودليبنيك
هانز بودليبنيك (بالإسبانية: Hans Podlipnik)‏ مواليد 9 يناير 1988 في تشيلي، هو لاعب كرة مضرب تشيلي بدأ مسيرته كمحترف سنة 2008 يلعب باليد اليمنى ويحتل حالياً المرتبة رقم. 194 (1 فبراير 2016) في تصنيف رابطة محترفي كرة المضرب. أعلى تصنيف له في الفردي كان المركز الـ 157 في سنة 2015.

## روابط خارجية
- هانز بودليبنيك على موقع رابطة محترفي التنس (الإنجليزية)
- هانز بودليبنيك على موقع الاتحاد الدولي لكرة المضرب (الإنجليزية)
- هانز بودليبنيك على موقع كأس ديفيز (الإنجليزية)
- هانز بودليبنيك على موقع خلاصة التنس.كوم (الإنجليزية)
- هانز بودليبنيك على موقع إي إس بي إن.كوم (الإنجليزية)
- هانز بودليبنيك على موقع اللجنة الأولمبية الدولية (الإنجليزية)
- هانز بودليبنيك على موقع أوليمبيديا (الإنجليزية)